# Марк Анней Лукан
Марк Анней Лукан (лат. Marcus Annaeus Lucanus, 39, Кордова — 65, Рим) — римський поет, найвидатніший римський епік після Вергілія.

## Біографія
Родом з Іспанії, племінник філософа Сенеки, здобув освіту в Римі у філософа Корнута, тимчасово користувався прихильністю Нерона, що перейшло в ненависть, коли імператор помітив його значний поетичний талант; наслідком цього було засудження його до смертної кари, як учасника у змові Пізона. Лукан наклав на себе руки, порізавши вени.

## Творчість

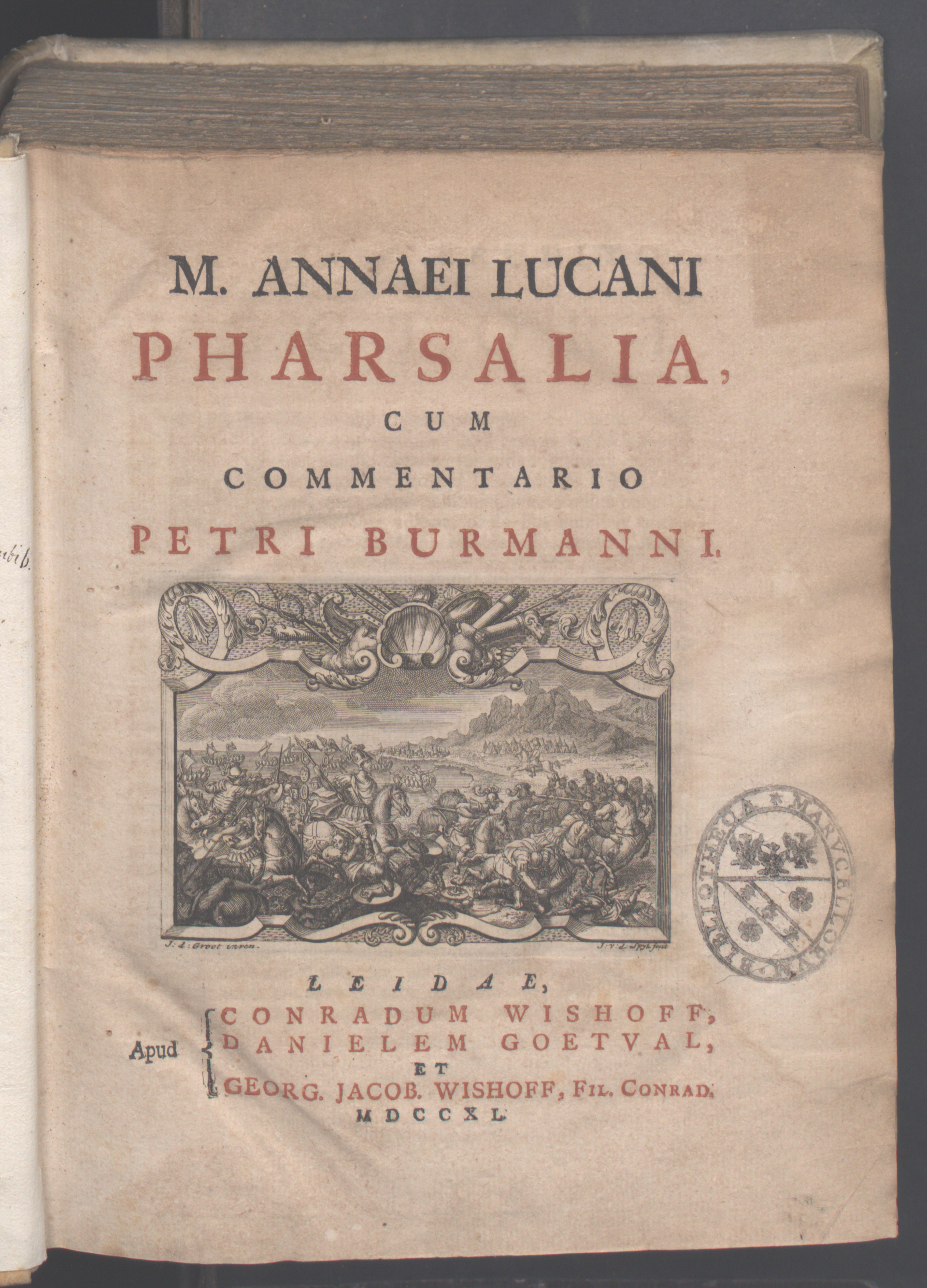
Pharsalia, 1740

Його поеми «Орфей» (була відома ще в Середньовіччя), «Іліакон» (про Троянську війну і смерть Гектора), «Катахтоніон», «Сатурналії», трагедія «Медея» та інші численні твори пропали майже безслідно; крім невеликої епіграми, збереглася лише незакінчена поема «Фарсалія, або Про громадянську війну» («Bellum civile sive Pharsalia») в 10 книгах. Зміст її — боротьба між Гаєм Юлієм Цезарем та Гнеєм Помпеєм Великим (49 — 47 до н. е.), Оспівується поетом у строго хронологічній послідовності до облоги Александрії, причому історичний переказ до того вірно передається поетом, що поема його має цінність й історичного джерела. Кульмінаційний момент поеми — битва при Фарсалі.
Деякі сцени написані з особливою любов'ю, причому, особливо в описах і в блискучих характеристиках героїв, виявляється великий поетичний і ораторський талант Лукана. У вихованого в правилах стоїчної школи поета піднесений погляд на події, що виразився і у виборі теми, і в тузі за втраченою римським народом свободою.
Мова Лукана сильна і виразна, але вірш його не так оброблений, як у Вергілія. Серед давніх критиків Квінтіліан хвалив твори Лукана за щирість почуття, силу і багатство думок, але зараховував його швидше до ораторів, ніж до поетів. Поет Марціал відповідав на цей відгук вказівкою на велику кількість читачів у Лукана.

## Тексти та переклади
Тексти:
- Латинський текст [Архівовано 27 листопада 2012 у Wayback Machine.]
- Видання схолій до Лукану (1869) (лат.)
- Фрагменти:  Baehrens A.  Fragmenta poetarum Romanorum. Leipzig, 1886. P. 365—368.

Переклади:
- У серії «Loeb Classical Library» поема видана під № 220. (Lucan: With an English Translation, ed. by J.D. Duff (Cambridge, Massachusetts, 1962); [Архівовано 19 жовтня 2021 у Wayback Machine.])
- У серії «Collection Budé»: поема видана в 2 томах.